# Вовча зграя (фільм, 1975)
«Вовча зграя» — радянський художній фільм 1975 року, знятий на кіностудії «Білорусьфільм».

## Сюжет
Велика Вітчизняна війна. Переслідувана німцями невелика група партизанів переправляється в сусідній партизанський табір. У візку четверо: вмираючий від ран Тихонов, радистка Клава (на дев'ятому місяці вагітності), їздовий Грибоєдов і поранений Левчук. У першому ж бою гине Тихонов. Решта ховаються в току спаленого села, оточеного німцями. Тут Клава народжує хлопчика. Після чергового бою в живих залишається тільки Левчук і немовля. Минуло тридцять років. Колишній партизан Левчук приїжджає до того, якого врятував ціною непоправних втрат і нелюдських зусиль…

## У ролях
- Анатолій Грачов — Левчук
- Валентин Нікулін — Грибоєдов
- Світлана Кузнецова — Клава Шорохіна
- Володимир Грицевський — Тихонов
- Михайло Феоктистов — Віктор Платонов
- Валентин Бєлохвостик — Кулєш, партизан
- Михайло Федоровський — Пайкін
- Ростислав Янковський — начштабу партизанського загону
- Ростислав Шмирьов — епізод
- Едуард Гарячий — партизан
- Геннадій Гарбук — командир сусіднього партизанського загону
- Володимир Антоник — партизан
- Анатолій Коляда — епізод
- Леонас Цюніс — епізод
- Світлана Турова — сусідка Платонових
- Світлана Анісімова — епізод
- Ольга Віленто — епізод
- Олена Голод — епізод

## Знімальна група
- Режисер — Борис Степанов
- Сценарист — Василь Биков
- Оператор — Олег Авдєєв
- Композитор — Дмитро Смольський
- Художник — Юрій Альбицький